# Karl Acham
Karl Acham (* 15. November 1939 in Leoben, Steiermark) ist ein österreichischer Soziologe, Philosoph und Wissenschaftshistoriker.

## Biografie
Nach dem Besuch des Bundesrealgymnasiums Leoben belegte Acham an der Universität Graz die Fächer Philosophie, Geschichte und Germanistik, promovierte hier 1964 im Fach Philosophie (Zum Problem des Historismus bei Wilhelm Dilthey und Martin Heidegger) und habilitierte sich 1971 im Fach Philosophie (über Grundlagenprobleme der Gesellschaftswissenschaften). Nach Vertretungs- und Gastprofessuren in Hamburg und Bern sowie einem ersten Listenplatz für eine ordentliche Professur im Fach Philosophie an der Universität Bern war er seit Dezember 1974 als ordentlicher Professor und Leiter der Abteilung für Soziologische Theorie, Ideengeschichte und Wissenschaftslehre, und von 2005 bis zu seiner Emeritierung im September 2008 als Sprecher des Forschungsbereichs „Geschichte und Theorie der Soziologie“ am Institut für Soziologie der Karl-Franzens-Universität Graz tätig. Einem weiteren Ruf auf eine ordentliche Professur für Wissenschaftstheorie an der Universität Bochum im Jahr 1977 leistete er nicht Folge. Von 1983 bis 1985 war er Dekan der Sozial- und wirtschaftswissenschaftlichen Fakultät und 2004–2008 Mitglied des Akademischen Senates der Karl-Franzens-Universität Graz.
Acham nahm mehrfach ausländische Gastprofessuren wahr, so vor allem an der University of Waterloo, Ontario (1987 und 1991), an der Wuhan-Universität (1991), an der Universität São Paulo (1992), an der Tsinghua-Universität in Peking (1997), an der Universität Kyōto (2004), an der Chinesischen Akademie der Wissenschaften in Peking (2005), an der Universität Mumbai (2019), ferner war er 1995 als Vortragender und Research Fellow der Japan Society for the Promotion of Science an der Frauenuniversität Nara, an der Keiō-Universität in Tokio sowie an den Universitäten Kyōto und Kobe tätig. Er hielt zahlreiche Auslandsvorträge, so auf ausgedehnten Vortragsreisen als Gast des Conselho Nacional de Desenvolvimento Científico e Tecnológico in Brasilien sowie in Indien.
Acham war unter anderem von 1974 bis 1987 Mitglied der Studiengruppe „Theorie der Geschichte“ der Werner-Reimers-Stiftung in Bad Homburg, von 1984 bis 1990 Mitglied des Vorstandes der Allgemeinen Gesellschaft für Philosophie in Deutschland, von 1998 bis 2007 Mitglied des Kuratoriums der Österreichischen Akademie der Wissenschaften für das Historische Institut beim Österreichischen Kulturinstitut in Rom, 1990 Sachverständiger der Arbeitsgruppe „Wirtschafts- und Sozialwissenschaften“ des deutschen Wissenschaftsrats in Köln, von 1990 bis 1992 ebenda Gutachter der Arbeitsgruppe „Geisteswissenschaften“, von 1991 bis 1998 Mitglied des Vorstandes des Europäischen Forums Alpbach, von 2001 bis 2005 Mitglied der Bioethikkommission beim Bundeskanzleramt der Republik Österreich und von 2006 bis 2010 Mitglied der Projektgruppe und der Jury (Review Panel) des HERA Joint Research Programme Humanities as a Source of Creativity and Innovation. Acham ist seit 1992 korrespondierendes und seit 1994 wirkliches Mitglied der Österreichischen Akademie der Wissenschaften.

## Arbeitsschwerpunkte
- Ideengeschichte der Philosophie und Soziologie
- Wissenschaftsgeschichte der Humanwissenschaften
- Geschichtsphilosophie
- Historische Soziologie
- Methodologie der Geistes- und Sozialwissenschaften
- Soziologische Theorie
- Erkenntnistheorie und Wissenssoziologie
- Soziologische Anthropologie
- Ethik und Sozialphilosophie
- Kulturphilosophie und Kultursoziologie

Karl Acham ist Philosoph, Soziologe, aber auch Wissenschaftshistoriker und „Methodologe der historischen Erkenntnisgewinnung“, so der Historiker Jürgen Osterhammel. Insofern ist er ein Grenzgänger zwischen traditionellem und neuem Denken in Philosophie und Wissenschaftslehre. Acham hat sich international als Kritiker einer bestimmten Variante des Szientismus, aber auch des Postmodernismus profiliert – in seinen eigenen Worten: sowohl eines „geschichtsfernen Hyperrationalismus“ als auch „einer ordnungsfeindlichen Fetischisierung des Beliebigen“. Zum Gegebenen meint Acham: „Die Meinung, man könne auf die sogenannten Fakten als objektive und unbezweifelbare Dinge, auf ein ursprünglich ‘Gegebenes’, zurückgreifen, hält nicht stand.“ Daher gelange man zur „Einsicht, daß es einen standortfreien Historiker, einen Historiker ohne jede Perspektive, nicht gibt. Daraus folgt, daß der Versuch, jeweils eine einzige Perspektive als die allein ‘objektive’ anzugeben, als gescheitert anzusehen ist.“ In seinem Bestreben, die Geschichtstheorie des 19. Jahrhunderts mit der Sozialtheorie und der analytischen Philosophie der Folgezeit in eine fruchtbare Wechselbeziehung zu setzen, schließt er verschiedentlich an ähnlich geartete Bestrebungen von Max Weber, Heinrich Gomperz und Ernst Topitsch an. Trotz sich ändernder Schwerpunkte in seinem umfassenden wissenschaftlichen Wirken bleibt Acham als Wissenschaftstheoretiker einer kritischen Aufklärung verbunden. In diesem Sinne merkte er einmal zur Entstehung von Krisen an: „Dass das pathologische Verhältnis zwischen normativer und induktiver Erwartung, zwischen Utopie und Empirie, als konstitutiv für zahlreiche Krisen anzusehen ist, auch für solche in der wissenschaftlichen Grundlagenforschung.“
Der Sozialphilosoph Acham bringt in die Ideologiekritik die Perspektive des „Nichtgesagten“ ein: „Derartiges ist charakteristisch für Ideologien in ihrer negativen Bedeutung: nämlich der Umstand, dass ideologisches Denken hinter der bereits möglich gewordenen Einsicht zurückbleibt, also einen denkgeschichtlichen Regress darstellt. Ideologien sind unzutreffende Meinungen und Aussagen, an deren Entstehung, Verbreitung und Aufrechterhaltung sich gesellschaftliche Interessen knüpfen. Wesentlich bei solchen Aussagen ist nicht zuletzt das Ungesagte, Verschwiegene; daher ist es in der Praxis der Ideologiekritik oft wichtiger, darauf zu achten, was jemand angesichts einer bestimmten Fragestellung nicht sagt, als darauf, was er sagt.“ Zu heutigen Intellektuellen und Wissenschaftlern meint er in ideologiekritischer Absicht: „Sie stellen sich etwa als ‚Experten‘ oder Anwälte in eigener Sache im ‚Krieg gegen den Terror‘ oder gegen die ‚Kreuzritter‘ auf die Seite der true believers, wobei sie dann – je nach Zugehörigkeit zum politisch-weltanschaulichen Lager – beispielsweise die vorgeschützten Kriegsgründe für die Invasion im Irak 2003 oder die islamischen Selbstmordattentate oder die übersteigerte Reaktion Israels auf palästinensische Aktionen rechtstheoretisch, politologisch, geostrategisch, religionssoziologisch oder sonstwie nicht nur zu verstehen, sondern auch zu rechtfertigen bemüht sind. Nicht selten ist auch das Bestreben am Werk, wissenschaftliche Diskussionen durch einen ihnen übergeordneten Moralismus, durch den Diskurs über ‚gut‘ und ‚böse‘ zu beschränken oder zu kanalisieren. Diese Prioritätensetzung selbst ist oft mehr eine Sache der Macht als eine solche der moralischen Stärke.“
Die Publikationen betrafen anfangs vor allem Themen der Geschichts-, Kultur- und Sozialphilosophie sowie der Wissenschaftstheorie, während in den letzten Jahren Befunde und Grundlagenprobleme der Wissenschaftsgeschichte der Humanwissenschaften im Vordergrund standen. Häufig handelt es sich dabei um die Befassung mit gewissen durch den Historismus initiierten, mitunter aporetisch anmutenden Fragestellungen im Lichte der jüngeren Erkenntnis- und Wissenschaftslehre: mit den Beziehungen von Wandel und Dauer, Geschichte und Theorie, Kultur und Natur, Verstehen und Erklären, Partikularismus und Universalismus, Genese und Geltung. Von Beginn an wandte sich Acham in seinen Veröffentlichungen aber auch der Darstellung und Analyse sozialer und kultureller Probleme der Gegenwartsgesellschaft zu. Als Fachvertreter der Theorie und Geschichte der Soziologie wiederum war er bestrebt, diese nicht aus Gründen eines zwar verständlichen, oft aber unangemessenen Anspruchs auf methodische Originalität und Exaktheit von den Theorien und Sacherörterungen der Philosophie und Psychologie, der Geschichts- sowie der Rechts- und Wirtschaftswissenschaften abzugrenzen. Nach ihm ist eine solche Orientierung nicht für das häufig anzutreffende Dilemma verantwortlich zu machen, dass zwischen genauen, aber trivialen und wichtigen, aber unsicheren Forschungsresultaten zu wählen sei.
Acham versteht die Kulturwissenschaften als einen Gegenstandsbereich, der alle Geistes- und Sozialwissenschaften umfasst, die sich mit Wertfragen beschäftigen. In der Europäischen Union, die mitsamt ihrer Großforschung zunehmend Gefahr laufe, sich als „Administrationsagentur ökonomischer Sachzwänge“ zu begreifen, drohe nicht nur die Situation der Kulturwissenschaften, sondern auch die aller kulturgeprägten Lebens- und Wirkungsbereiche prekär zu werden. „Wenn ihre [der EU] Vertreterinnen und Vertreter blind geworden sind für die kulturellen Grundlagen und die kulturellen Defizite der Ökonomie, ist es unter Umständen nicht nur um die Kulturwissenschaften schlecht bestellt.“ Als ein kritischer Europäer lehnt Acham zudem eurozentristische Verzerrungen ab, ohne aber deshalb die Denunziation universalisierbarer Leistungen des europäischen Denkens als suspekten Kosmopolitismus und Neokolonialismus zu billigen.

## Veröffentlichungen (Auswahl)
Acham ist Herausgeber der Buchreihe Klassische Studien zur Sozialwissenschaftlichen Theorie, Weltanschauungslehre und Wissenschaftsforschung, 10 Bände, Wien/Köln/Weimar 1982–1996, ferner Mitherausgeber der Buchreihen Schriften zur Kultursoziologie, 15 Bände, Berlin 1984–1994, Studien zur Moderne, Band 3–24, Wien 1998–2008, sowie Menschen und Kulturen. Beihefte zum Saeculum-Jahrbuch für Universalgeschichte, Köln/Weimar/Wien 2005 ff. Zudem war er Mitherausgeber philosophischer und historisch-sozialwissenschaftlicher Zeitschriften, so z. B. von Geschichte und Gegenwart, und ist seit 1980 Mitherausgeber der Zeitschrift Archiv für Kulturgeschichte.
Dazu kommen über 250 Zeitschriftenaufsätze, Artikel und Beiträge in Sammelwerken.
- Vernunft und Engagement. Sozialphilosophische Untersuchungen. Wien 1972, ISBN 3-203-50423-5
- Analytische Geschichtsphilosophie. Eine kritische Einführung. Karl Alber Verlag, Freiburg i. Br. / München 1974, ISBN 3-495-47238-X
- Philosophie der Sozialwissenschaften. Handbuch Philosophie. Karl Alber Verlag, Freiburg i. Br. / München 1983, ISBN 3-495-47476-5
- Vernunftanspruch und Erwartungsdruck. Studien zu einer philosophischen Soziologie. Stuttgart-Bad Cannstatt 1989, ISBN 3-7728-1177-9
- Geschichte und Sozialtheorie. Zur Komplementarität kulturwissenschaftlicher Erkenntnisorientierungen. Karl Alber Verlag, Freiburg i. Br. / München 1995, ISBN 3-495-47817-5
- Vom Wahrheitsanspruch der Kulturwissenschaften. Studien zur Wissenschaftsphilosophie und Weltanschauungsanalyse. Wien / Köln / Weimar 2016, ISBN 978-3-205-20257-8
- (Hg.) Methodologische Probleme der Sozialwissenschaften. (= Wege der Forschung, Band CCCCXXXV), Darmstadt 1978, ISBN 3-534-06530-1
- (Hg.) Gesellschaftliche Prozesse. Beiträge zur historischen Soziologie und Gesellschaftsanalyse. (= Publikationen aus dem Archiv der Universität Graz, Band 13), Graz 1983, ISBN 3-201-01224-6
- (Hg.) Geschichte der österreichischen Humanwissenschaften. 6 Bände, Wien 1999–2006
  - Band 1: Historischer Kontext, wissenschaftssoziologische Befunde und methodologische Voraussetzungen. 1999, ISBN 3-85165-388-2
  - Band 2: Lebensraum und Organismus des Menschen. 2001, ISBN 3-85165-403-X
  - Band 3.1: Menschliches Verhalten und gesellschaftliche Institutionen: Einstellung, Sozialverhalten, Verhaltensorientierung. 2001, ISBN 3-85165-404-8
  - Band 3.2: Menschliches Verhalten und gesellschaftliche Institutionen: Wirtschaft, Politik und Recht. 2000, ISBN 3-85165-405-6
  - Band 4: Geschichte und fremde Kulturen. 2002, ISBN 3-85165-471-4
  - Band 5: Sprache, Literatur und Kunst. 2003, ISBN 3-85165-527-3
  - Band 6.1: Philosophie und Religion: Erleben, Wissen, Erkennen. 2004, ISBN 3-85165-567-2
  - Band 6.2: Philosophie und Religion: Gott, Sein und Sollen. 2006, ISBN 3-85165-609-1

- (Hg.) Zeitdiagnosen. Studien zur Geschichts- und Gesellschaftsanalyse. 7 Bände, Wien 2002–2005
  - Band 1: Europa – wohin? 2002, ISBN 3-85165-568-0
  - Band 2: Moral und Kunst im Zeitalter der Globalisierung. 2002, ISBN 3-85165-569-9
  - Band 3: Unbehagen und Ambivalenzen in Kultur und Politik. 2003, ISBN 3-85165-595-8
  - Band 4: Faktizitäten der Macht. 2003, ISBN 3-85165-608-3
  - Band 5: Zur geistigen Signatur des künftigen Europa. 2004, ISBN 3-85165-648-2
  - Band 6: Soziale und kulturelle Herausforderungen des 21. Jahrhunderts. 2004, ISBN 3-85165-679-2
  - Band 7: Vermächtnis und Vision der Wissenschaft. 2005, ISBN 3-85165-691-1

- (Hg.) Ernst Topitsch: Überprüfbarkeit und Beliebigkeit. Die beiden letzten Abhandlungen des Autors. Mit einer wissenschaftlichen Würdigung und einem Nachruf herausgegeben von K. Acham. Wien/Köln/Weimar 2005, ISBN 3-205-77278-4
- (Hg.) Kunst und Wissenschaft aus Graz. Wien-Köln-Weimar 2007–2011
  - Band 1: Naturwissenschaft, Medizin und Technik aus Graz. Entdeckungen und Erfindungen aus fünf Jahrhunderten: vom „Mysterium cosmographicum“ bis zur direkten Hirn-Computer-Kommunikation. 2007, ISBN 978-3-205-77485-3.
  - Band 2: Kunst und Geisteswissenschaften aus Graz. Werk und Wirken überregional bedeutsamer Künstler und Gelehrter: vom 15. Jahrhundert bis zur Jahrtausendwende. 2009, ISBN 978-3-205-77706-9
  - Band 3: Rechts-, Sozial- und Wirtschaftswissenschaften aus Graz. Zwischen empirischer Analyse und normativer Handlungsanweisung: wissenschaftsgeschichtliche Befunde aus drei Jahrhunderten. 2011, ISBN 978-3-205-78467-8

- (Hg.) Die Soziologie und ihre Nachbardisziplinen im Habsburgerreich. Ein Kompendium internationaler Forschungen zu den Kulturwissenschaften in Zentraleuropa. Hrsg. von Karl Acham unter Mitarbeit von Georg Witrisal, Wien-Köln-Weimar 2020, ISBN 978-3-205-20670-5
- (Mithg.) Handbuch wissenschaftstheoretischer Begriffe. 3 Bände, Göttingen 1980, ISBN 3-525-03316-8
- (Mithg.) Teil und Ganzes. Zum Verhältnis von Einzel- und Gesamtanalyse in Geschichts- und Sozialwissenschaften. (= Theorie der Geschichte, Band 6) (= dtv WR 4544), München 1990, ISBN 3-423-04544-2
- (Mithg.) Erkenntnisgewinne, Erkenntnisverluste. Kontinuitäten und Diskontinuitäten in den Wirtschafts-, Rechts- und Sozialwissenschaften zwischen den 20er und 50er Jahren. Stuttgart 1998, ISBN 3-515-07095-8
- (Mithg.) Kontinuitäten und Brüche in der Mitte Europas. Lebenslagen und Situationsdeutungen in Zentraleuropa um 1900 und um 2000. (= Studien zur Moderne, Band 18), Wien 2003, ISBN 3-85165-564-8
- (Mithg.) Der Gestaltungsanspruch der Wissenschaft. Aufbruch und Ernüchterung in den Rechts-, Sozial- und Wirtschaftswissenschaften auf dem Weg von den 1960er zu den 1980er Jahren. Stuttgart 2006, ISBN 3-515-08795-8
- Soziologie der Zwischenkriegszeit. Ihre Hauptströmungen und zentralen Themen im deutschen Sprachraum. Band 1. (Hrsg. mit Karl Acham) Wiesbaden: Springer VS 2021, ISBN 978-3-658-31399-9.
- Soziologie der Zwischenkriegszeit. Ihre Hauptströmungen und zentralen Themen im deutschen Sprachraum. Band 2 (Hrsg. mit Stephan Moebius) Wiesbaden: Springer VS 2022, ISBN 978-3-658-31400-2.

## Anerkennungen
- 1972 Theodor-Körner-Preis
- 1972 Kardinal-Innitzer-Förderungspreis für Sozial- und Wirtschaftswissenschaften
- 1996 Forschungspreis des Landes Steiermark
- 1998 Kardinal-Innitzer-Würdigungspreis für Geisteswissenschaften
- 1999 Großes Goldenes Ehrenzeichen des Landes Steiermark
- 1999 Österreichisches Ehrenzeichen für Wissenschaft und Kunst
- 2010 Ehrendoktorat (Doctor of Letters) der University of Waterloo, Ontario
- 2011 Erzherzog-Johann-Forschungspreis des Landes Steiermark
- 2019 Kardinal-Innitzer-Preis (Großer Preis)[6]
- 2022 Ehrenzeichen des Landes Steiermark für Wissenschaft, Forschung und Kunst[7]